# Колери, Луис де
Луис де Колери, Луис де Коллери (нидерл. Louis de Caullery, Louis de Coulery; ок. 1580, Колери — 1621, Антверпен) — фламандский живописец, известный архитектурными пейзажами, видами городов, изображениями бытовых сцен, аллегорическими композициями и историческими картинами. Был одним из создателей во фламандской живописи жанра придворных собраний и «празднеств в саду» (fête champêtre).

## Биография
Подробности о жизни Луиса де Колери скудны. Вероятно, он родился в Колери, небольшом городке на реке Шельда, примерно в 18 км к юго-востоку от города Камбре, который в то время находился на территории Габсбургских Нидерландов, а ныне располагается во Франции. Возможное рождение в Колери подтверждается тем фактом, что его жена и дети позднее унаследовали собственность в Камбре. Следовательно, имя художника может происходить от места его рождения.
В 1594 году Луис де Колери жил в Антверпене, был зарегистрирован в местной Гильдии Святого Луки как ученик фламандского художника-пейзажиста Йоса де Момпера. Его имя в реестре было написано как «Лойс Соллери» (Loys Solleri). В 1602 году он был зарегистрирован в качестве мастера гильдии под именем Ловис де Каллори (Lowis de Callory). Он женился на Марии Адриансенс, от которой у него было несколько детей.
Считается, что он отправился в Италию, возможно, посетил Венецию, Флоренцию и Рим. Эта гипотеза подтверждается характером работ этого периода и новаторским использованием цвета по сравнению с художниками, обучавшимися исключительно в Антверпене. Однако не найдено никаких доказательств такой поездки. Венецианские, флорентийские и романские здания и пейзажи в его композициях могут быть основаны на его знании произведений других мастеров, посетивших Италию.
Большую часть жизни Луис де Колери провёл в Антверпене, где и скончался в 1620 или 1621 году.

## Творчество

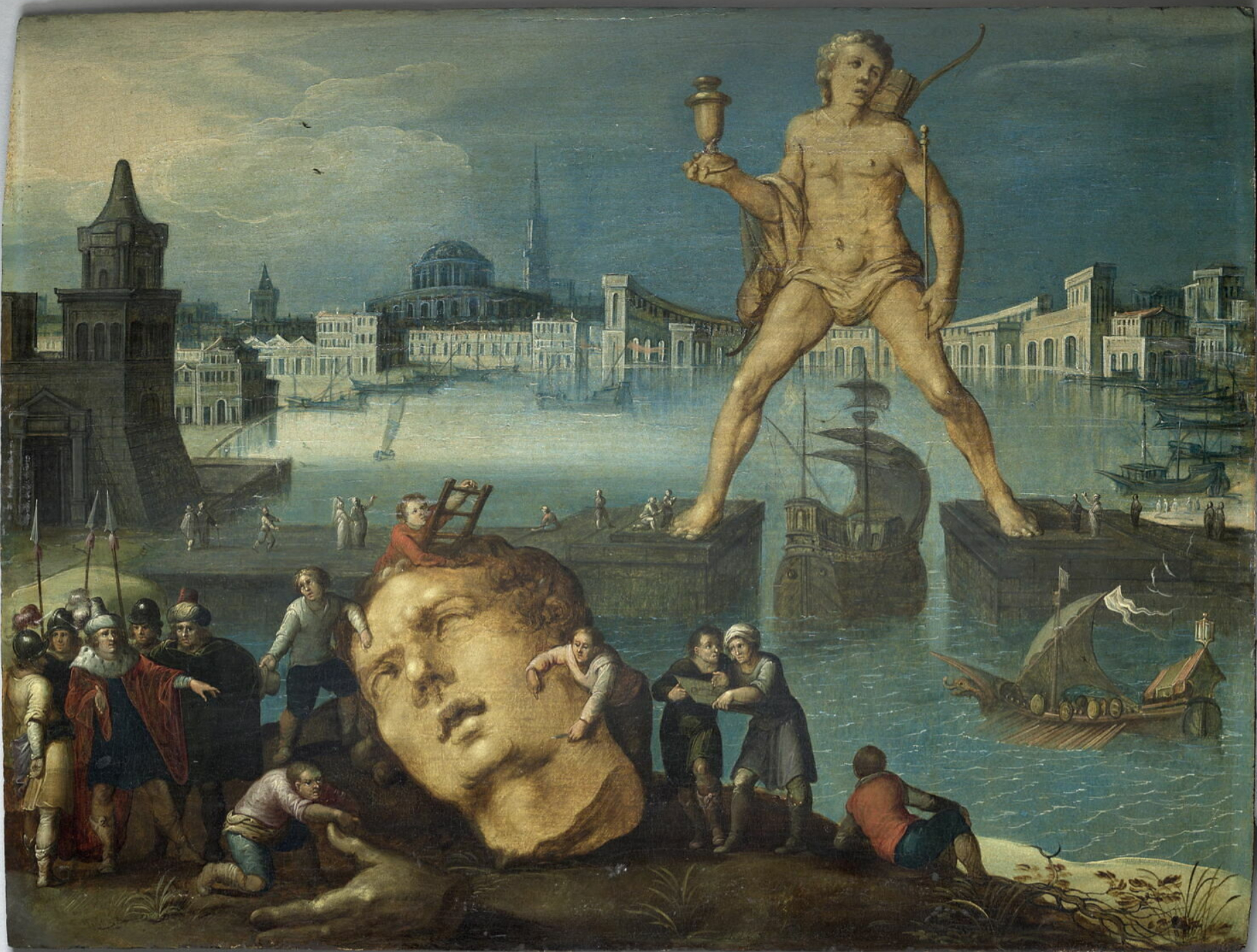
Колосс Родосский. До 1622. Дерево, масло. Лувр, Париж

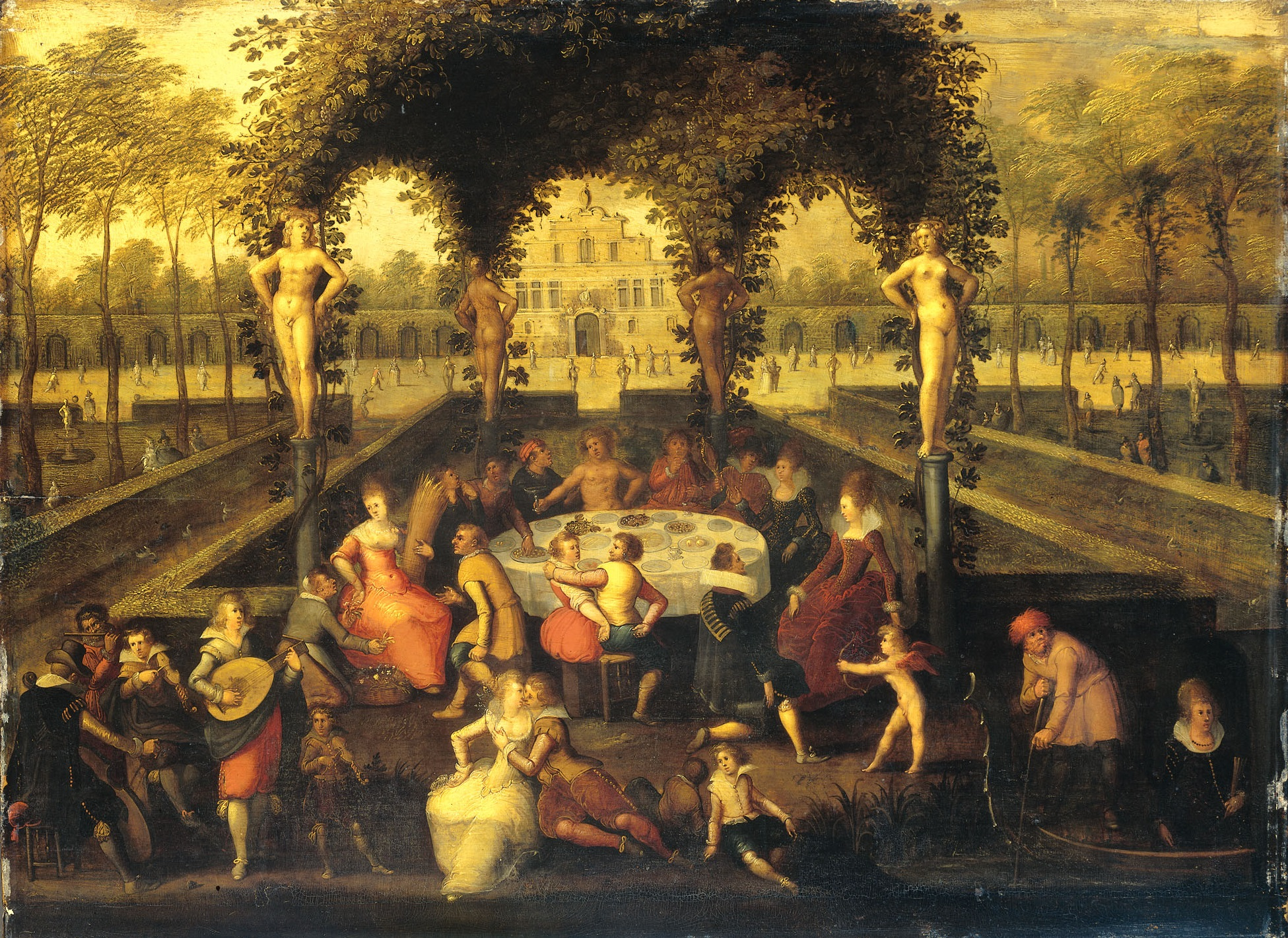
Венера, Вакх и Церера со смертными в саду любви. Между 1590 и 1621. Дерево, масло. Рейксмюсеум, Амстердам

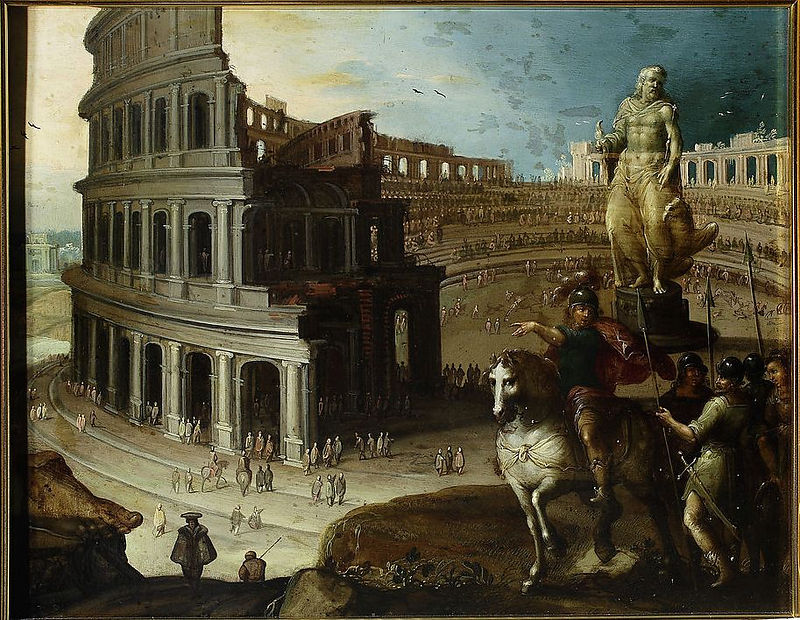
Колизей — одно из чудес Света. До 1604. Медь, масло. Национальный музей, Варшава

Известно только семь безусловно атрибутированных художнику картин. Две из них подписаны полностью: «Карнавал» (ок. 1615, Гамбургский Кунстхалле) и «Вечеринка в интерьере», или «Пять чувств» (1620, собрание Лувра, выставлено в Музее изящных искусств Камбре). Поэтому сложно установить хронологию творчества художника. Он писал в широком диапазоне жанров, включая архитектурные виды городов, бытовые сцены, праздники, карнавалы на льду, фейерверки, корриды, сцены на природе и аллегории пяти чувств. Частой темой был банкет в помещении или на открытом воздухе с большими группами элегантных фигур, предвещавших сцены «fête champêtre» (празднеств в саду) в более поздней французской живописи. Куртуазные темы «сада любви» написаны в духе школы Фонтенбло.
Фигуры для своих картин он свободно заимствовал у других мастеров. Женские фигуры обычно имеют высокие причёски, удлинённые шеи и измельчённые черты лиц. Хотя такие изящные фигуры не всегда изображались в правильном масштабе, подобные картины пользовались популярностью. Под влиянием итальянских образцов палитра картин Луи де Колери оказалась для Фландрии новаторской: он использовал полутона: охристо-жёлтый, веронский зелёный и бордовый красный. Изображения зданий показывают, что Колери заботился о мелких деталях и умело пользовался перспективой. В его архитектурных сценах живописное пространство и обстановка заимствованы из проектов Ганса Вредемана де Вриса, в частности альбомов «Сценография» (1560), «Перспектива» (1604) и «Архитектура» (1507). Он писал виды Рима и Венеции, а также написал несколько видов Эскориала. Его городские пейзажи чаще всего изображают итальянские города, наполненные людьми, участвующими в праздниках или карнавалах.
Луи де Колери написал несколько аллегорических картин на тему времён года. Примером может служить «Триумф весны» (между 1615 и 1620, частное собрание). Писал он также сельские пейзажи с крестьянами за работой или отдыхающими после работы в поле. Эти картины являются традиционными для фламандских пейзажистов, таких как его учитель Иос де Момпер, Питер Брейгель Старший, Мартен ван Валькенборх и Лукас ван Валькенборх, а также Абель Гриммер и Якоб Гриммер.
Колери сотрудничал с другими художниками в Антверпене, такими как Абрахам Говартс и Франс Франкен Младший. Примером может служить «Святое семейство с музицирующими ангелами», в котором Абрахам Говартс написал пейзаж, а Колери — фигуры.

## Галерея

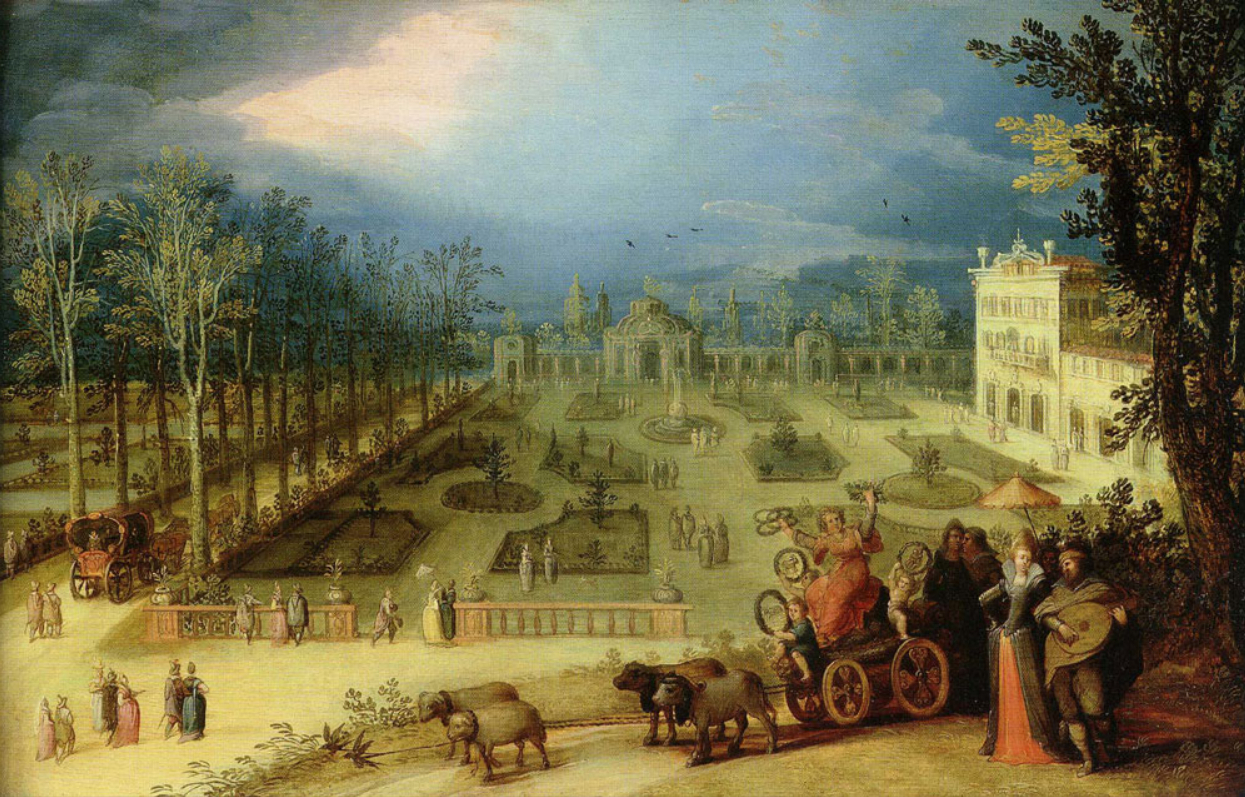
Триумф весны. Между 1615 и 1620. Дерево, масло. Частное собрание
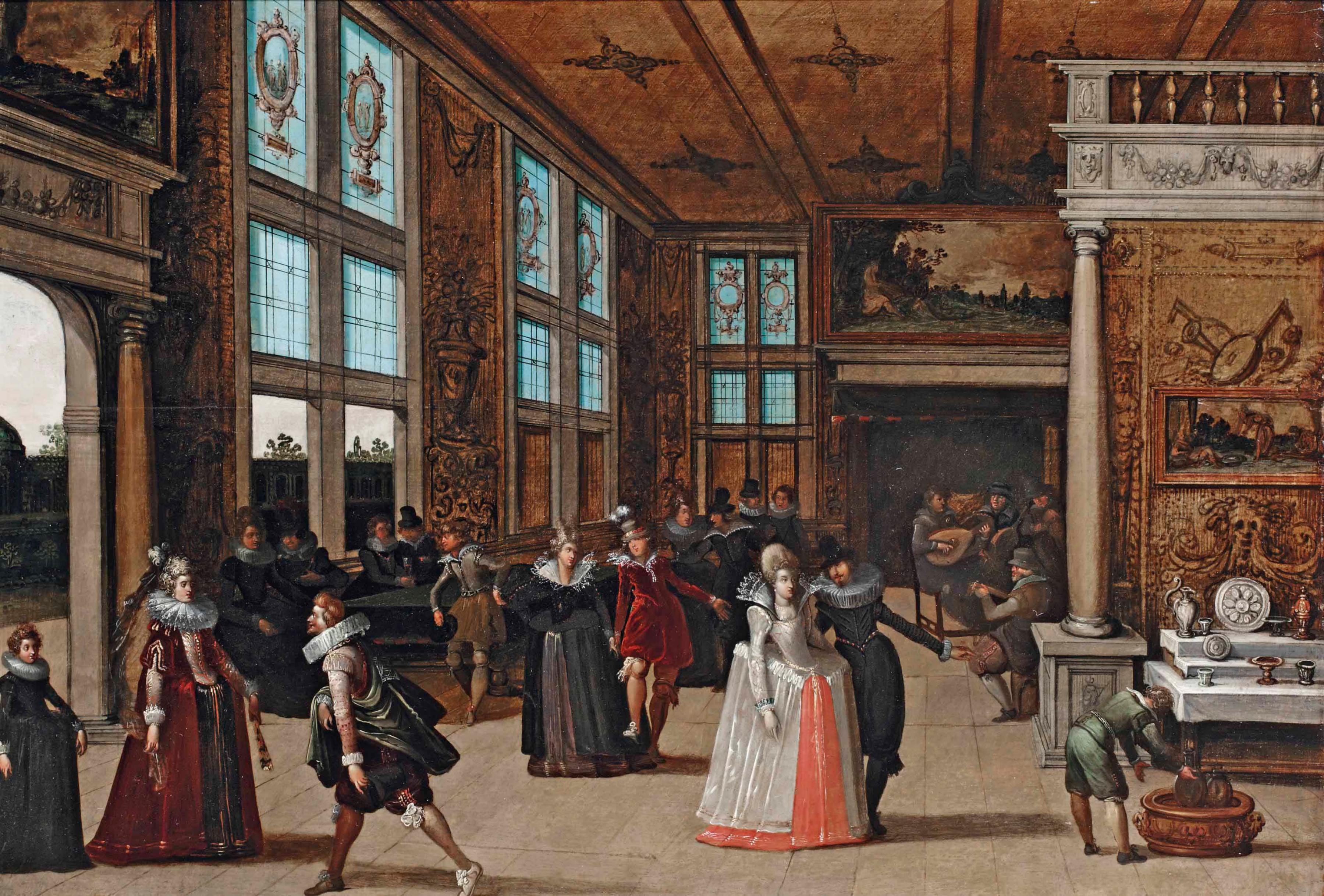
Интерьер дворца с элегантными парами, флиртующими на балу. Между 1594 и 1621. Дерево, масло. Частное собрание
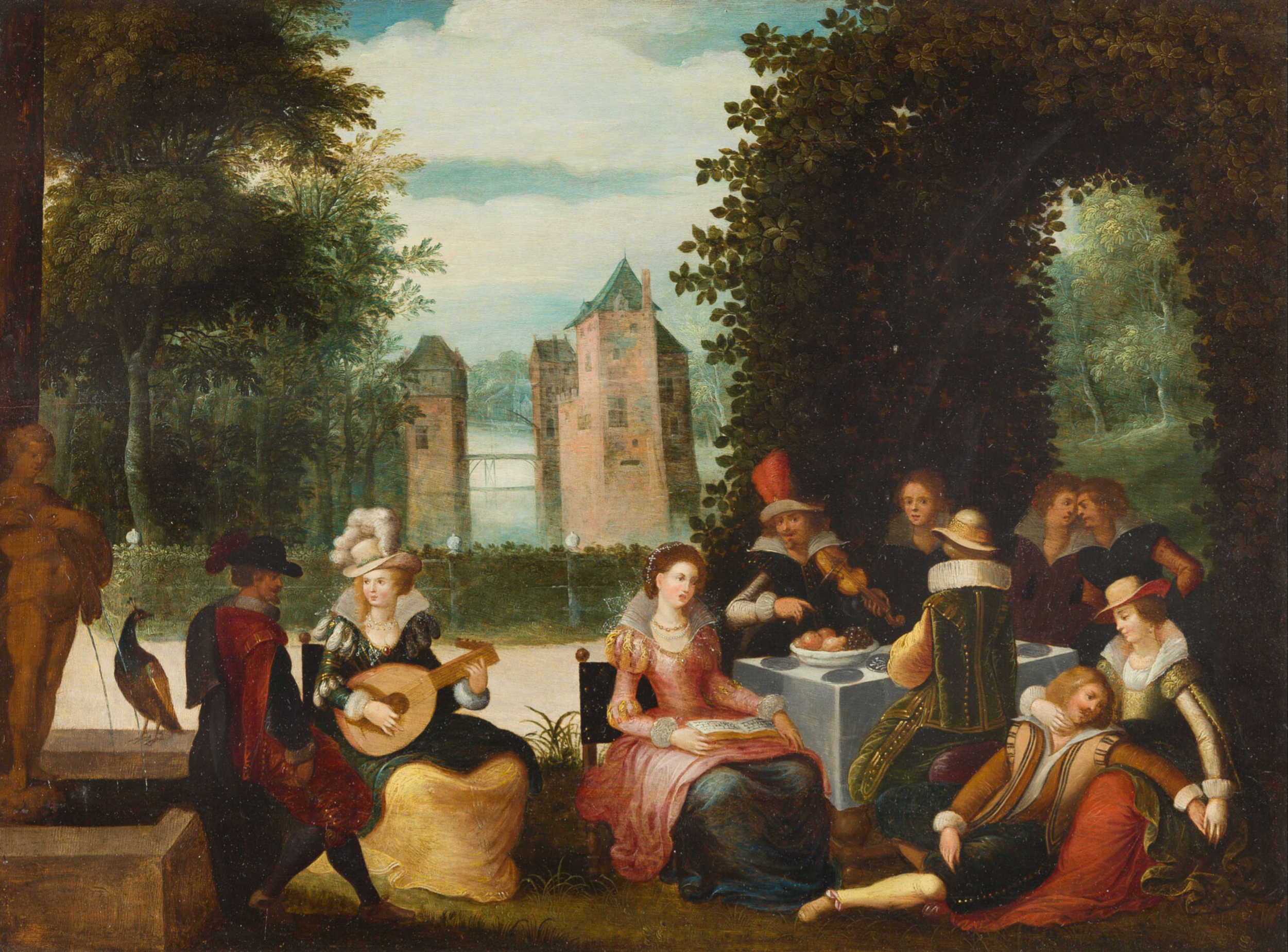
Элегантная компания, музицирующая в парке. Между 1590 и 1610. Дерево, масло. Частное собрание
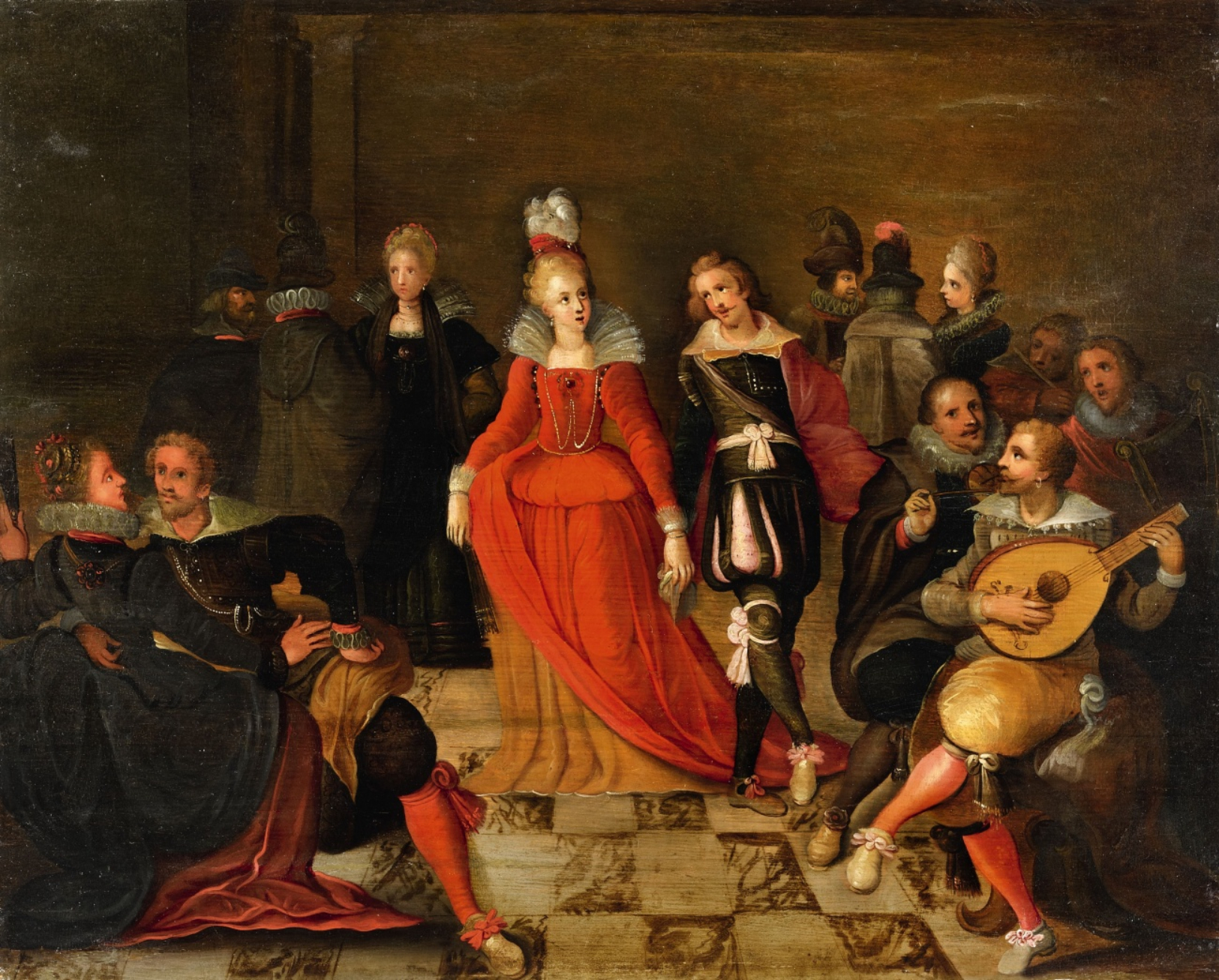
Интерьер с весёлой компанией. Между 1594 и 1621. Дерево, масло. Частное собрание
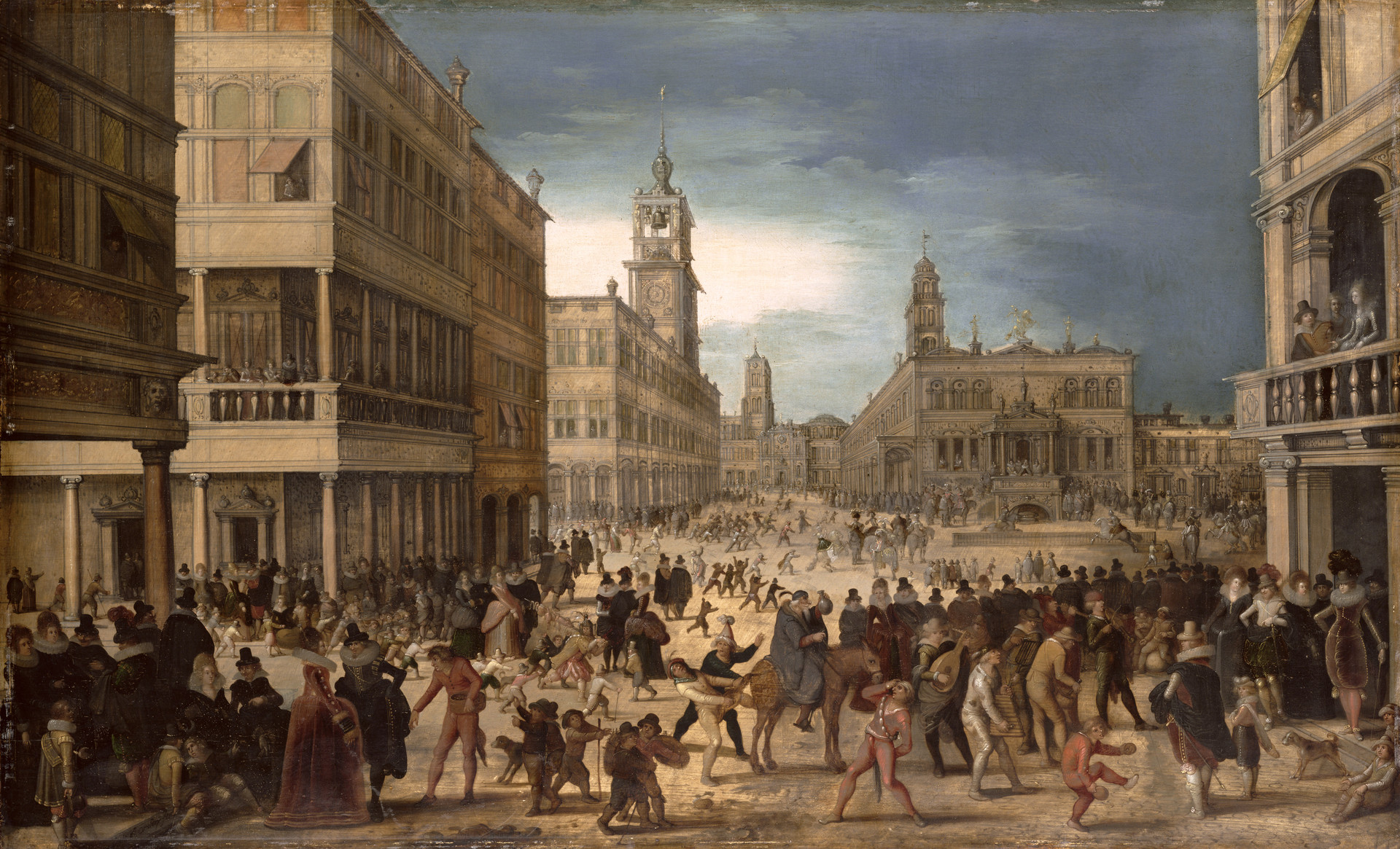
Карнавал. Ок. 1615. Дерево, масло. Кунстхалле, Гамбург
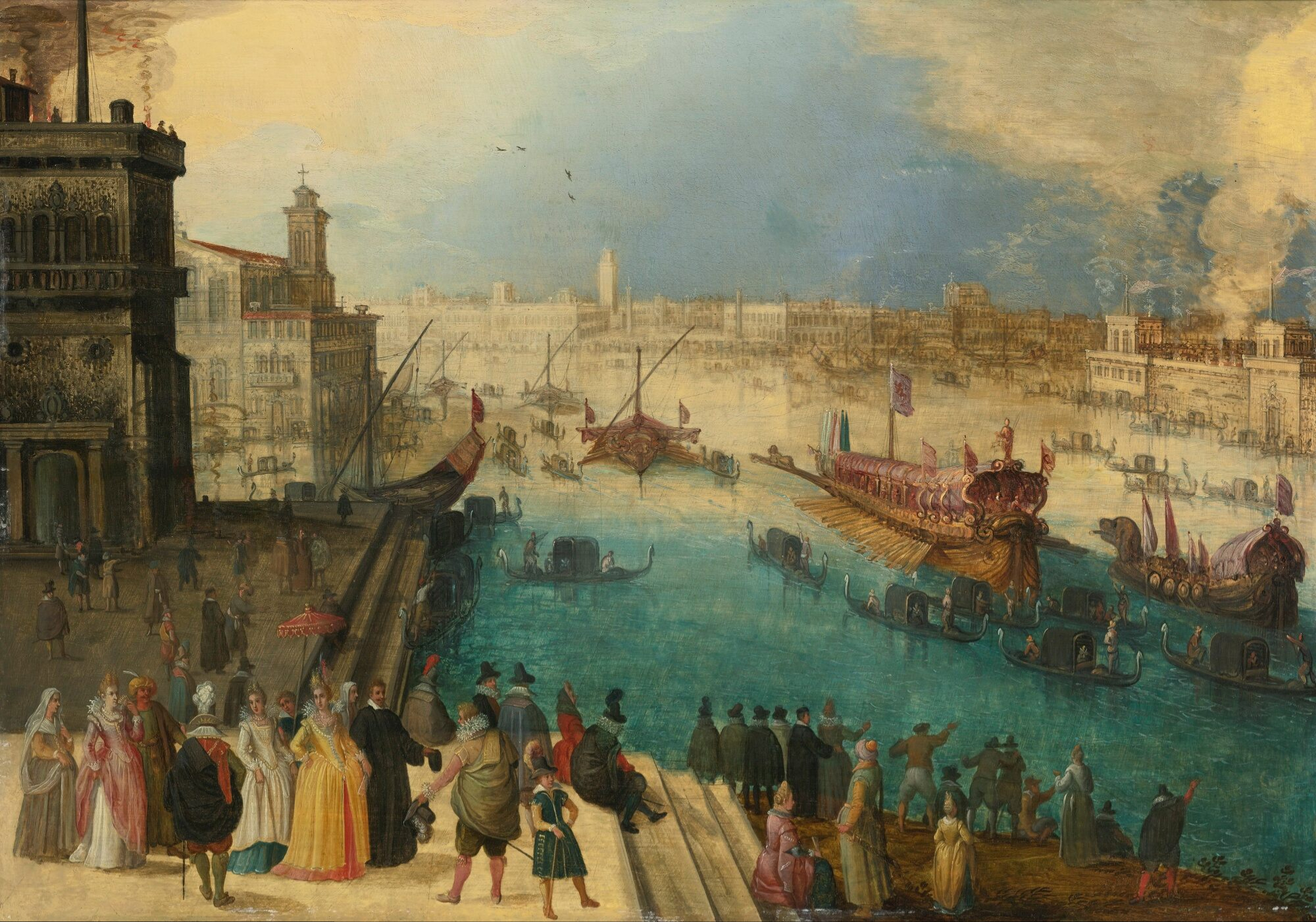
Каприччо вида Венеции с Бучинторо. Между 1594 и 1621. Дерево, масло. Галерея Ван Хефтен, Лондон
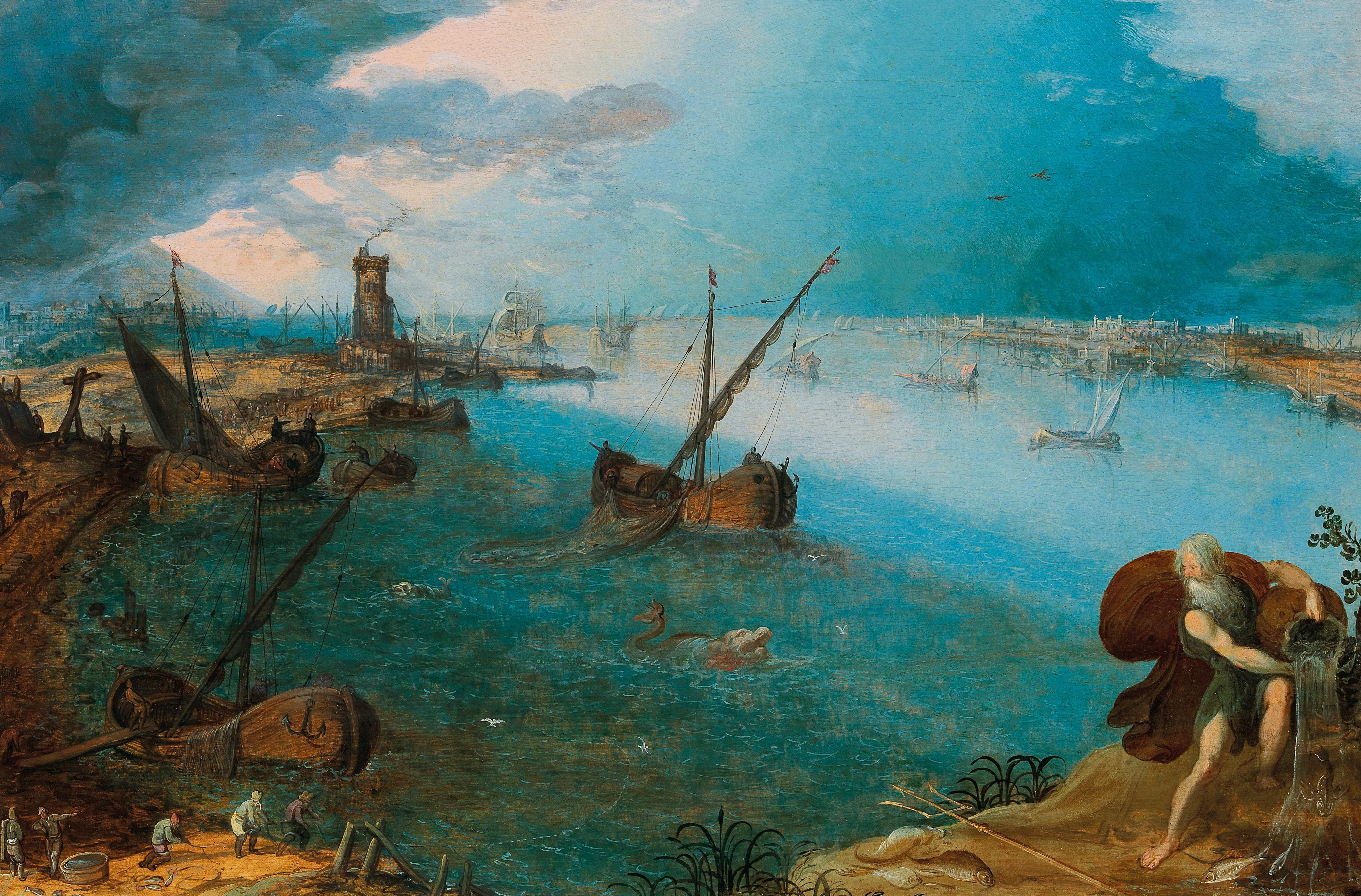
Широкая гавань с рыбаками, морским богом Нептуном и городом вдали. Дерево, масло. Частное собрание